# Willie Readus
Willie Readus (Morton, Misisipi, Estados Unidos, 22 de junio de 1992) es un jugador de baloncesto profesional estadounidense que, con 2,01 metros de altura, se desempeña como ala-pívot.

## Carrera universitaria
Readus jugó baloncesto universitario para tres equipos diferentes. Comenzó su año freshman jugando en la NJCAA para los Marion Tigers del Marion Military Institute de Marion, Alabama. 
Sus años de sophomore y de junior lo disputó con los Jackson State Tigers, equipo deportivo de la Universidad Estatal de Jackson, situada en Jackson, Misisipi que participa en las competiciones universitarias organizadas por la NCAA, y forman parte de la Southwestern Athletic Conference. 
Finalmente su año de senior lo disputó con los Delta State Statesmen, promediando 19,5 puntos y 10,8 rebotes por partido. Su máxima de puntos en la temporada 2013-14 la consiguió el 6 de enero del 2014, cuando le encestó 36 puntos a Shorter. Toda esa buena labor en su equipo le valió la mención al Jugador de la Temporada en la Conferencia Gulf South.

### Universidades
| Club                  | País           | Clase     | Año         |
| --------------------- | -------------- | --------- | ----------- |
| Marion Tigers         | Estados Unidos | Freshman  | 2010 - 2011 |
| Jackson State Tigers  | Estados Unidos | Sophomore | 2011 - 2012 |
| Jackson State Tigers  | Estados Unidos | Junior    | 2012 - 2013 |
| Delta State Statesmen | Estados Unidos | Senior    | 2013 - 2014 |

## Carrera profesional

### Ferro
El 31 de agosto del año 2014 se confirma su llegada al Club Ferro Carril Oeste, del barrio de Caballito de la Ciudad Autónoma de Buenos Aires, Argentina, para disputar el Torneo Nacional de Ascenso 2014-15. Los de Caballito se encontraban con algunas dudas sobre la contratación de un foráneo para este arribo al TNA. El equipo dependía de la cantidad de presupuesto a manejarse, pero después de algunos largos días analizando las posibilidades finalmente terminaron hallando los fondos necesarios para fichar un refuerzo extranjero. De cara a los cuartos de final del Torneo Nacional de Ascenso, el conjunto verdolaga decidió el corte de Readus para ser reemplazado por Christopher Moss. El último juego de Willie Readus fue en la ciudad de Trelew frente a Huracán en la finalización de la Segunda Fase. En cuanto a los números globales de la temporada, alcanzó promedios de 14,9 puntos (53,3% en tiros de dos puntos, 33,3% en tiros de tres y 73,1% en tiros libres), 7,8 rebotes, 0,5 asistencias, 0,4 recuperos, 1,8 pérdidas y un promedio de 26,3 minutos jugados por partido.

### Sol de América
En septiembre del año 2017 firma con Sol de América para disputar la Primera División de Baloncesto de Paraguay. Promedió 27,7 puntos y 11,1 rebotes.

### Independiente (N)
El 19 de octubre del 2017 se confirma su llegada al Club Atlético Independiente de la ciudad de Neuquén, Provincia de Neuquén, de cara a lo que resta de La Liga Argentina 2017-18. Se clasificaron a la fase previa de conferencia donde le ganaron la serie a Talleres de Tafí Viejo al barrerlos de la serie de reclasifiación por 3 - 0. En los cuartos de final del playoff se midieron contra Libertad de Sunchales, el primer partido terminó con victoria de los de Sunchales por un cerrado 77 - 74 con la serie 1 - 0 Libertad volvería a ganar de local el segundo partido 75 - 68. Para el tercer partido la serie se mudó a Neuquén, Independiente gana el tercer encuentro 78 - 75 y pone la serie 1 - 2. El cuarto juego se da nuevamente en Neuquén, termina con victoria de los locales 83 - 73 forzando un quinto juego de definición, pero quedaron finalmente eliminados al perder en Sunchales 97 - 89.

### Clubes
Actualizado al 06 de mayo de 2018

| Club                     | País      | Año         |
| ------------------------ | --------- | ----------- |
| Ferro                    | Argentina | 2014 - 2015 |
| Sportivo Luqueño         | Paraguay  | 2015        |
| Atenas                   | Uruguay   | 2015 - 2016 |
| Fuerza Guinda de Nogales | México    | 2016        |
| Piratas de Los Lagos     | Ecuador   | 2016        |
| BC Kalev/Cramo           | Estonia   | 2016 - 2017 |
| Sportivo Luqueño         | Paraguay  | 2017        |
| Sol de América           | Paraguay  | 2017        |
| Independiente BBC        | Argentina | 2017 - 2018 |
| Piratas de Los Lagos     | Ecuador   | 2018        |
| Ameghino de Villa María  | Argentina | 2018 - 2019 |
| Piratas de Los Lagos     | Ecuador   | 2022        |